# Ptychohyla salvadorensis
Ptychohyla salvadorensis es una especie de anfibio anuro de la familia Hylidae. Es nativo de El Salvador, Guatemala y Honduras. La especie está amenazada por la destrucción de hábitat y los efectos de la quitridiomicosis.

## Distribución y hábitat
Su área de distribución es fragmentada e incluye el norte y el centro de El Salvador, el sureste de Guatemala y el suroeste y centrosur de Honduras. Su hábitat natural se compone de bosque húmedo premontano donde vive en el sotobosque en la cercanía de cursos de agua. Su distribución altitudinal oscila entre 1440 y 2050 m s. n. m..